# Long time gone (Crosby, Stills & Nash)
Long time gone is een protestlied van Crosby, Stills & Nash uit 1968 dat werd geschreven door David Crosby. Het verscheen in 1969 op hun debuutalbum Crosby, Stills & Nash en op de B-kant van hun single Suite: Judy blue eyes.
Crosby schreef het politiek getinte nummer op de avond toen Robert F. Kennedy werd vermoord. Hij geloofde Kennedy die een boodschap van positieve veranderingen in Amerika bracht. Het wordt wel een van de meest confronterende en directe getuigenissen genoemd die hij in een songtekst vervatte. Stills speelde op de elpeeversie het psychedelische orgelgeluid, 
een solide basritme en ondersteuning op de elektrische gitaar. Verder vulde Crosby aan met slaggitaar en speelde Dallas Taylor op de drums. Bovendien  zong het trio de karakteristieke harmoniezang waarmee ze bekend zijn geworden.
Het nummer verscheen tientallen malen op allerlei platen en werd het openingsnummer van de film Woodstock waarin ze te zien zijn tijdens het gelijknamige festival. Op dat festival speelde Neil Young inmiddels als vierde lid mee. Volgens AllMusic is de liveversie met Young een showcase, in directe zin verwijzend naar de versie op 4 way street uit 1971. Een evenzo incendiary reading (ontvlammende versie) zou te horen zijn tijdens het concert No Nukes (1980) waar de band als trio optrad. Crosby & Nash brachten ook een nog versie uit op It’s all coming back to me now (1994). Met zijn band CPR, waar ook zijn zoon in speelt, bracht Crosby ook nog een versie uit op Live at the Wiltern (1999) .